# Homme-pourpre
Zebediah Killgrave, alias l’Homme-pourpre (« Purple Man » en version originale) est un super-vilain  évoluant dans l'univers Marvel de la maison d'édition Marvel Comics. Créé par le scénariste Stan Lee et le dessinateur Joe Orlando, le personnage de fiction apparaît pour la première fois dans le comic book Daredevil (vol. 1) #4 en octobre 1964.

## Biographie du personnage

### Origines
Zebediah Killgrave naît à Rijeka en Yougoslavie (l'actuelle Croatie). Devenu espion international, il est envoyé aux États-Unis afin de s'emparer des secrets industriels d'une usine chimique. Mais, au cours de sa mission, il entre accidentellement en contact avec un puissant produit chimique qui blanchit ses cheveux et transforme sa peau, celle-ci devenant pourpre.
Arrêté, il découvre alors qu'il possède un pouvoir de suggestion hypnotique et l'utilise pour s'enfuir. Se faisant désormais appeler l'« Homme-pourpre », il commence une carrière de super-criminel entrecoupée par des périodes de retraite au calme. Il utilise également son pouvoir afin de collectionner les conquêtes féminines. Il force ainsi une femme à l'épouser et à lui faire un enfant ; le fruit de cette union sera une fille, Kara. Celle-ci, ayant hérité de la pigmentation et du pouvoir de son père, deviendra plus tard membre de la Division Alpha sous le nom de Persuasion.
Arrivé à New York, Killgrave utilise sa capacité surhumaine pour forcer les gens à faire ce qu'il souhaite et vole même une banque par ce moyen. Cependant, il est vaincu par Daredevil, dont la volonté est suffisamment forte pour lui permettre de résister à son pouvoir. Envoyé en prison, il s'évade et fait de San Francisco sa nouvelle base d'opérations.

### Carrière criminelle
À San Francisco, l'Homme-pourpre développe son empire criminel mais est de nouveau vaincu par Daredevil. Cette fois-ci cependant, il n'est pas envoyé en prison. Son empire criminel étant apparemment effondré, il revient à New York.
Il utilise ensuite son pouvoir pour contraindre Maxwell Glenn, le chef de Glenn Industries, à commettre divers crimes en son nom, comme première étape majeure de son plan visant à créer un empire financier. Jugé pour ses crimes, Maxwell Glenn se suicide. Daredevil, apprenant que Killgrave a forcé Glenn à devenir un criminel, l'affronte à la prison de Rikers Island. À cette occasion, Killgrave se rend compte que Daredevil est aveugle et devine qu'il est l'avocat Matthew Murdock. Leur confrontation prend fin lorsque Killgrave plonge dans la mer, s'étant apparemment noyé. Mais Killgrave a survécu ; l'expérience de cette dernière défaite change radicalement sa vision de la vie. Il se rend compte qu'il n'a pas besoin de s'engager dans des complots criminels et des batailles contre des justiciers costumés, puisqu'il peut obtenir tout ce qu'il veut en utilisant son pouvoir. Par conséquent, il se retire du monde du crime et devient un gentleman oisif.

### Le Caïd
Un jour, dans une rue de New York, une voiture utilisée par deux subalternes du Caïd pour effectuer une importante livraison de stupéfiants entre accidentellement en collision avec la Rolls-Royce violette de Killgrave. Irrité, celui-ci utilise son pouvoir pour obliger les deux criminels à se battre ; la police arrive peu après sur place et confisque la drogue. Quand le Caïd fait amener Killgrave devant lui, le mafieux résiste au pouvoir de l'Homme-pourpre, ce qui montre qu'il possède lui-aussi la force de volonté nécessaire. Le Caïd force ensuite Killgrave à l'aider à tendre un piège mortel à divers justiciers costumés basés à New York. Grâce à l'augmentation de la puissance de son pouvoir au fil du temps, ainsi que de son utilisation d'un système de sonorisation qui amplifie sa voix, même Daredevil ne peut plus résister. Cependant, Moon Knight, portant des bouchons d'oreilles pour ne pas entendre la voix de Killgrave, parvient à l’assommer. Celui-ci est ensuite placé en garde à vue.

### Fatalis empereur
Killgrave disparaît de la circulation pendant plusieurs années, avant de refaire surface en Polynésie française. Là, il est capturé par le Docteur Fatalis qui l'emprisonne et détourne son pouvoir pour servir ses propres fins : devenir maître du monde. Les Vengeurs interviennent et, au cours du combat final opposant Fatalis et Namor à Wonder Man, associé aux Vengeurs Iron Man, Captain America, Œil-de-faucon, Oiseau moqueur et la Guêpe, l'Homme-pourpre est apparemment tué par un Namor en furie qui détruit la cage où Killgrave était enfermé,.

### X-Man
L'Homme-pourpre survit toutefois, car on le retrouve plus tard aux États-Unis quand il est révélé qu'il est le cerveau derrière le statut soudain de célébrité conféré à X-Man (Nate Grey) en tant que faiseur de miracles, Killgrave ayant subtilement manipulé les gens pour qu'ils considèrent X-Man comme une figure messianique. L'Homme-pourpre croyait qu'en faisant cela, X-Man utiliserait ses vastes pouvoirs mutants pour améliorer la planète. Le plan échoue finalement lorsque Nate Grey apprend la vérité et perd confiance en soi, réduisant ainsi son pouvoir. Killgrave se cache alors une fois de plus.

### Jessica Jones
Par la suite, l'Homme pourpre contrôle Jessica Jones, quand cette dernière s'appelait Jewel. La jeune femme devient alors son esclave pendant huit mois, avant que Killgrave l'envoie assassiner les Daredevil. Jewel blesse à la place la Sorcière rouge mais est cependant stoppée par Thor. Elle se fait alors rouer de coups par les Vengeurs et tombe dans le coma. À son réveil, Jean Grey l'aide à bloquer le pouvoir de Killgrave, mais l'accident laisse la jeune femme traumatisée à vie. Elle abandonne par la suite sa carrière de super-héroïne.
Daredevil parvient à retrouver l'Homme-pourpre et le capture. Il le fait ensuite transférer à la prison de très haute sécurité du « Raft ». Mais celui-ci en ressort et se retrouve dans la chambre de Jessica. Pour attirer son attention, il dit aux personnes dans la rue de « battre la personne à leur gauche jusqu'à ce que cette personne soit morte ». La violence éclate alors dans la rue. Jessica a ensuite une vision de Jean Grey, qui lui explique qu'elle a implanté un « déclencheur de défense psychique » dans son esprit après son « premier incident Killgrave », et que Jessica peut arrêter Killgrave si elle le souhaite. La vision de Jean disparaît quelques instants avant l'arrivée des Vengeurs. L'Homme-pourpre demande alors à Jessica de tuer le super-héros de son choix, mais celle-ci le frappe et le bat sauvagement à la place. Au lendemain de la bagarre, Scott Lang lui explique que Killgrave s'était échappé du « Raft » après que Carnage y avait déclenché une explosion.
L'Homme-pourpre s'échappe de nouveau du « Raft » lorsque le super-vilain Electro y déclenche une évasion de masse. Sans pouvoir, du fait des drogues administrées dans la nourriture de la prison, il est sévèrement battu par Luke Cage.

### Civil War
Lors du crossover Civil War, l'Homme-pourpre échappe au SHIELD et part se cacher au Canada. Il est retrouvé par U.S. Agent et, en tentant de s'échapper, se blesse gravement en chutant d'une plateforme. Après sa guérison, il s'installe à Las Vegas où il utilise son pouvoir pour régner sur un casino. Il est alors recruté par Hood pour faire partie de son syndicat du crime.

### Devil's Reign
Alors que le Caïd est maire de New York, celui-ci capture l'Homme-pourpre et se sert de ses pouvoirs afin d’assurer sa réélection. Killgrave est ensuite vaincu lors de l’affrontement final avec les héros.

## Personnalité
Du fait de sa capacité à obtenir tout ce qu'il veut quand il le souhaite, Zebediah Killgrave se croît supérieur aux autres êtres humains. Cela l'a rendu inapte à respecter la vie d'autrui ; il n'hésite d'ailleurs pas à violer et tuer, simplement parce qu'il en a envie. Cela lui vaut, parmi les fans des comics Marvel, d'avoir la réputation d'être l'un des criminels les plus malsains et méprisables de l'univers Marvel.
Dans l'histoire alternative What if...Jessica Jones Had Joined The Avengers ?, un client d'un bar donne une description très négative de Killgrave (en racontant comment ce dernier a asservi Jessica Jones durant huit mois).

## Pouvoirs et capacités
À la suite d'une altération de son corps causée par un produit chimique qui lui a donné sa couleur de peau particulière, Zebediah Killgrave peut contrôler la volonté d'autrui par de simples commandes verbales, équivalentes à de puissantes suggestions hypnotiques.
En complément de ses pouvoirs, Killgrave est très compétent dans diverses techniques d’espionnage.
- L'Homme-pourpre peut faire exécuter à ses victimes toutes les actions qu'il souhaite, même les forcer à se tuer. Ce pouvoir provient directement des particules émises par ses cellules épidermiques altérées, des phéromones[1].
- Son pouvoir lui permet de contrôler des foules composées de plus de 100 personnes. Il est capable de commander plusieurs personnes en même temps, du moment où elles restent physiquement proches de lui. Dès qu'elles sont hors de sa présence, les personnes affectées par son pouvoir finissent par retrouver leur volonté propre[1].
- Son corps muté possède également une capacité de guérison supérieure à la moyenne humaine[1].

Rares sont les individus pouvant résister à son pouvoir. Seuls ceux ayant une très forte volonté (comme le Docteur Fatalis, Namor, le Caid[réf. souhaitée], Moon Knight ou Daredevil) ou ceux n'utilisant pas de système respiratoire (comme l'androïde Vision, Wonder Man, les robots Ultron et Machine Man) ont montré un degré de résistance contre celui-ci.
L'Homme-pourpre a aussi utilisé des agents humains qu'il avait doté d'un gaz leur permettant d’annihiler la volonté des autres, à l'image de son propre pouvoir, quand ceux-ci devaient maîtriser leurs victimes en l’absence de leur chef. Ce gaz est un dérivé des produits chimiques qui ont donné ses pouvoirs à l'Homme-pourpre.

## Apparitions dans d'autres médias
Sauf indication contraire, les informations mentionnées dans cette section peuvent être confirmées par la base de données cinématographiques IMDb,  présente dans la section « Liens externes ».

### Télévision
- 1992 : X-Men (série d'animation)
- 2010 : Avengers : L'Équipe des super-héros (série d'animation)

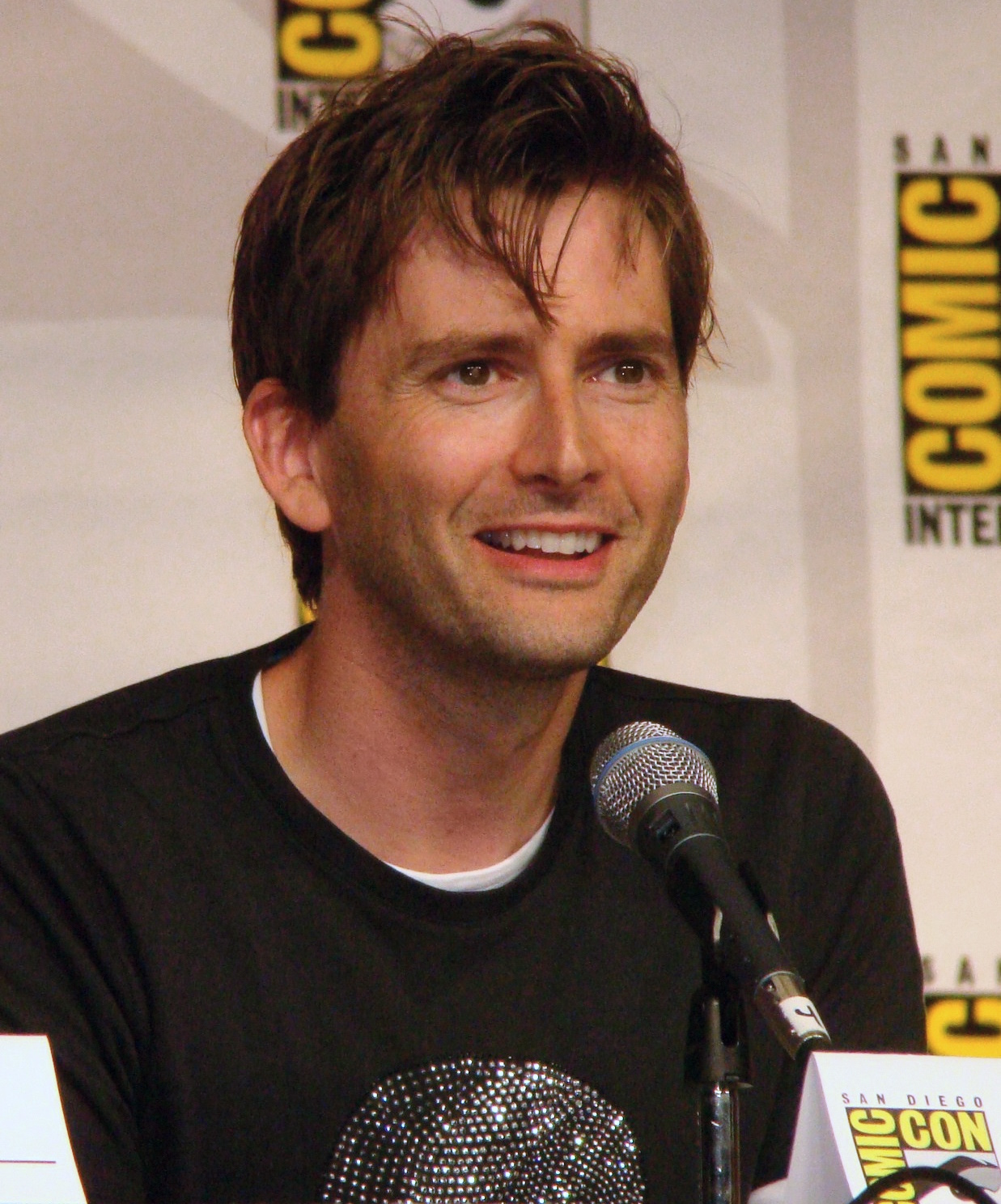
David Tennant incarne Kilgrave dans Jessica Jones (2015).

Interprété par David Tennant dans l'univers cinématographique Marvel
- 2015 : Jessica Jones (série télévisée) – Dans cette version, son nom s'écrit « Kilgrave ». il est britannique et n'a pas sa peau violette, mais la majorité de sa garde-robe est de cette couleur. Kilgrave est ici un pseudonyme : son vrai nom est Kevin Thompson et il est le fils de deux scientifiques. Ces derniers ont guéri sa maladie neurologique à la suite d'un traitement expérimental extrêmement lourd et douloureux, qui a eu pour effet secondaire sa capacité à contrôler les esprits. Ses parents l'ont abandonné à l'âge de dix ans car il se servait de ses pouvoirs pour se faire obéir d'eux. Du fait que ses parents l'aient abandonné, il a grandi sans repère et sans modèle, ne fait aucune différence entre le bien et le mal depuis et n'hésite pas à user de ses pouvoirs pour obtenir ce qu'il veut.